# Movimento Terceiro Sistema
O Movimento Terceiro Sistema (em castelhano:  Movimiento Tercer Sistema, MTS) é um partido político boliviano registado em 2018, liderado pelo governador de La Paz, Félix Patzi. O MTS apresentou Patzi como candidato presidencial tanto em 2019 e tinha intenções de o apresentar também em 2020, mas acabou por não formalizar a candidatura.